# Холлатц, Юстус
Юстус Холлатц (нем. Justus Hollatz; род. 21 апреля 2001, Гамбург) — немецкий баскетболист клуба «Бавария».

## Достижения

### Сборная Германии
- Чемпион мира: 2023
- Бронзовый призёр чемпионата Европы: 2022